# Eupyra reducta
Eupyra reducta là một loài bướm đêm thuộc phân họ Arctiinae, họ Erebidae.